# اسم مبهم

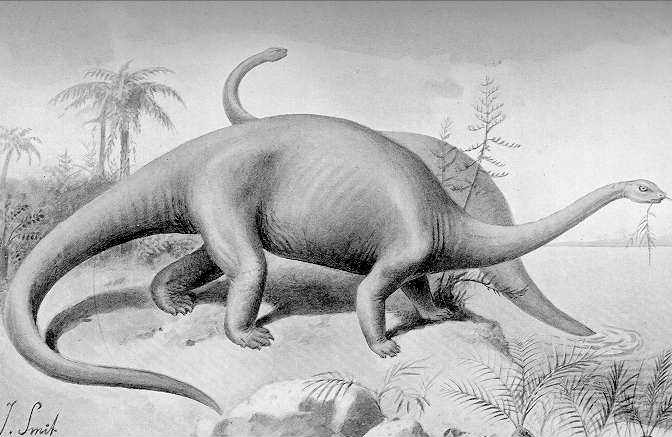

الاسم المبهم أو الاسم المشكوك (باللاتينية: Nomen dubium) في تسميات علم الحيوان هو اسم علمي ذو تطبيق غير معروف أو مشكوك فيه.
أما في المصطلحات البكتيرية فيمكن وضع الأسماء المبهمة على قائمة الأسماء المرفوضة من قبل اللجنة القضائية. معنى هذه الأسماء يعتبر غير مؤكد. التصنيفات الأخرى من الأسماء التي يمكن معالجتها بهذه الطريقة (حسب المادة 56 أ) هي:
- اسم غامض أو الأسماء الغامضة (باللاتينية: nomina ambigua) وهي الأسماء الغامضة التي تحمل أكثر من معنى
- اسم مربك أو الأسماء المربكة (باللاتينية: nomina confusa) وهي الأسماء التي تسبب الارتباك وتستند إلى ثقافة مختلطة
- اسم محير أو الأسماء المحيرة (باللاتينية: nomina perplexa) وهي الأسماء المتشابهة بشكل محيرة
- اسم خطر أو الأسماء الخطرة (باللاتينية: nomina periculosa) وهي أسماء قد تؤدي إلى حوادث تهدد الحياة أو الصحة أو عواقب اقتصادية خطيرة محتملة

ليس للاسم المبهم حالة في المصطلحات النباتية على الرغم من أنها تستخدم بشكل غير رسمي للأسماء التي أصبح تطبيقها مربكًا. ومع ذلك فإن غموض الاسم الغامض المرادف أكثر استخدامًا. وهذه الأسماء في علم النبات قد يتم اقتراحها للرفض.